# Apophthegma
Das Apophthegma (griechisch ἀπόφθεγμα, von ἀποφθέγγομαι apophthengomai, deutsch ‚sprechen, verkünden, eine (inspirierte) Rede halten‘; Plural Apophthegmata, seltener Apophthegmen) ist die griechische und heutige literaturwissenschaftliche Bezeichnung für einen in Prosaform gehaltenen Denkspruch oder treffend formulierten Ausspruch, dessen ursprünglicher Anlass und dessen Sprecher mit erwähnt werden. Ein Apophthegma ist also zweigeteilt; einerseits nennt es den Situationsbezug bzw. Anlass (occasio), und andererseits bringt es die in diesem Zusammenhang erfolgte Äußerung (sententia).
Darunter können unter anderem Sentenzen, Aphorismen und geflügelte Worte fallen – sofern die konkrete Sprechsituation, deren Kontext sich der jeweilige Ausspruch verdankt, mit genannt wird. Vom Epigramm unterscheidet sich das Apophthegma durch seine prosaische Form.
Der Ursprung der Gattungsgeschichte liegt in den Apophthegmata, die in den plutarchischen Moralia enthalten sind. Beispiel aus Plutarch: „Als Archelaos von einem schwatzhaften Friseur gefragt wurde, wie er ihm die Haare schneiden solle, antwortete Archelaos: ‚schweigend‘.“